# Misery Is a Butterfly
Misery Is a Butterfly är Blonde Redheads sjätte studioinspelade musikalbum, släppt den 23 mars 2004.

## Låtlista
1. "Elephant Woman"
2. "Messenger"
3. "Melody"
4. "Doll is Mine"
5. "Misery is a Butterfly"
6. "Falling Man"
7. "Anticipation"
8. "Maddening Cloud"
9. "Magic Mountain"
10. "Pink Love"
11. "Equus"